# Imene (anatomia)

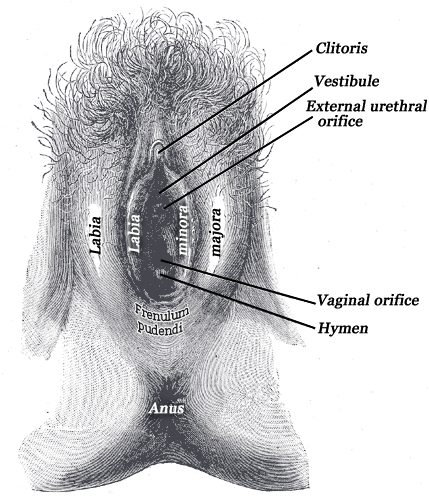
Vagina, organi genitali esterni

In anatomia l'imene (dal greco hymén, membrana) è una membrana mucosa che si estende da un lato all'altro della vagina, chiudendone l'accesso in parte o completamente.  Può avere forme diverse, essere sottile o spesso, rigido o elastico.
Il primo anatomista a darne una descrizione fu Alessandro Achillini.

## Descrizione
La presenza dell'imene, in alcune culture, è stato per secoli considerato un indicatore attendibile della verginità della donna e per questo impregnato di significati sociali e morali sfociati a volte anche in norme giuridiche e penali. La perdita di sangue che si pensava derivasse da una presunta rottura dell'imene, concetto ad oggi smentito e ritenuto scientificamente errato, divenne in passato una parte essenziale nella prima esperienza sessuale della donna in quanto ritenuto una prova tangibile della futura genitorialità paterna.
Ad oggi, sappiamo che l'imene potrebbe essere completamente assente e che, se presente, non è comunque un indicatore di verginità. Per di più, diversi studiosi dubitano che la sua rottura e il sanguinamento a seguito del primo rapporto sessuale sia un fenomeno così comune.
L'imene non si trova solo nelle donne ma anche in molti mammiferi, tra cui lama, elefanti, balene, foche e alcuni primati, come alcune specie di galagoni e lemure dal collare. La funzione dell'imene non è ancora chiara. La zoologia sottolinea come questa membrana sembri essere relazionata al ciclo ormonale in quanto tende a dissolversi durante l'estro di alcune specie animali, come porcellini d'India e lemuri dal collare. Un'ulteriore ipotesi zoologica attribuisce all'imene uno scopo protettivo, impedendo ad agenti esterni, come l'acqua e altre particelle al suo interno, come la sabbia, di entrare nella vagina.

Imene, vari tipi di conformazione

## Formazione e istologia
Il tratto genitale si sviluppa durante l’embriogenesi, dalla terza settimana di gestazione fino al secondo trimestre, e l'imene si forma in una fase successiva a quella della vagina. Alla settima settimana, il setto urorettale inizia a formarsi, separandosi dal retto e dal tratto urogenitale. Alla nona settimana, i Dotti di Müller raggiungono il tratto urogenitale, formando il canale uterovaginale, per poi formare un primitivo canale uterovaginale chiamato unaleria, alla dodicesima settimana. Al quinto mese di gestazione, la formazione del canale vaginale è completa e l'imene fetale si forma in seguito alla proliferazione dei bulbi sinovaginali, perforandosi prima o poco dopo la nascita.
L'imene non è dotato di nervi. Nelle neonate, ancora sotto l’influenza degli ormoni materni, l'imene è spesso di un rosa pallido e piegato su se stesso, ed è possibile che sporga dall’apertura della vulva. Durante i primi due anni di vita fino ai quattro, vengono prodotti ormoni che contribuiscono a questo suo aspetto, rendendo l’aspetto dell’apertura imenale di forma rotonda.
In seguito alla fase neonatale, il diametro dell’imene (cioè dell’apertura della membrana stessa) si allarga di circa un millimetro con ogni anno di età. Durante la pubertà, l’estrogeno rende l’imene particolarmente elastico e dall’aspetto sfrangiato.

## Tipologia
I tipi di imene sono:
- anulare (diaframma forato)
- a falce
- a falce rudimentale
- labiato
- imperforato
- cribriforme (con molti piccoli fori)
- a carena
- a pendaglio.